# Escuela del Arte Ecuestre de Chile
La Escuela del Arte Ecuestre Chile es una institución chilena de doma clásica situada en Villarrica, Chile. Entre sus objetivos destacan el mantenimiento de diversas formas de doma tradicional y del caballo español. Fundada por el empresario y jinete Felipe Ibáñez en 2002 con jinetes chilenos y caballos españoles, imparte la técnica y los principios de la alta doma con cinco especialidades: equitación clásica, saltos con aires elevados de escuela, doma vaquera, enganche y doma competitiva.

## Historia

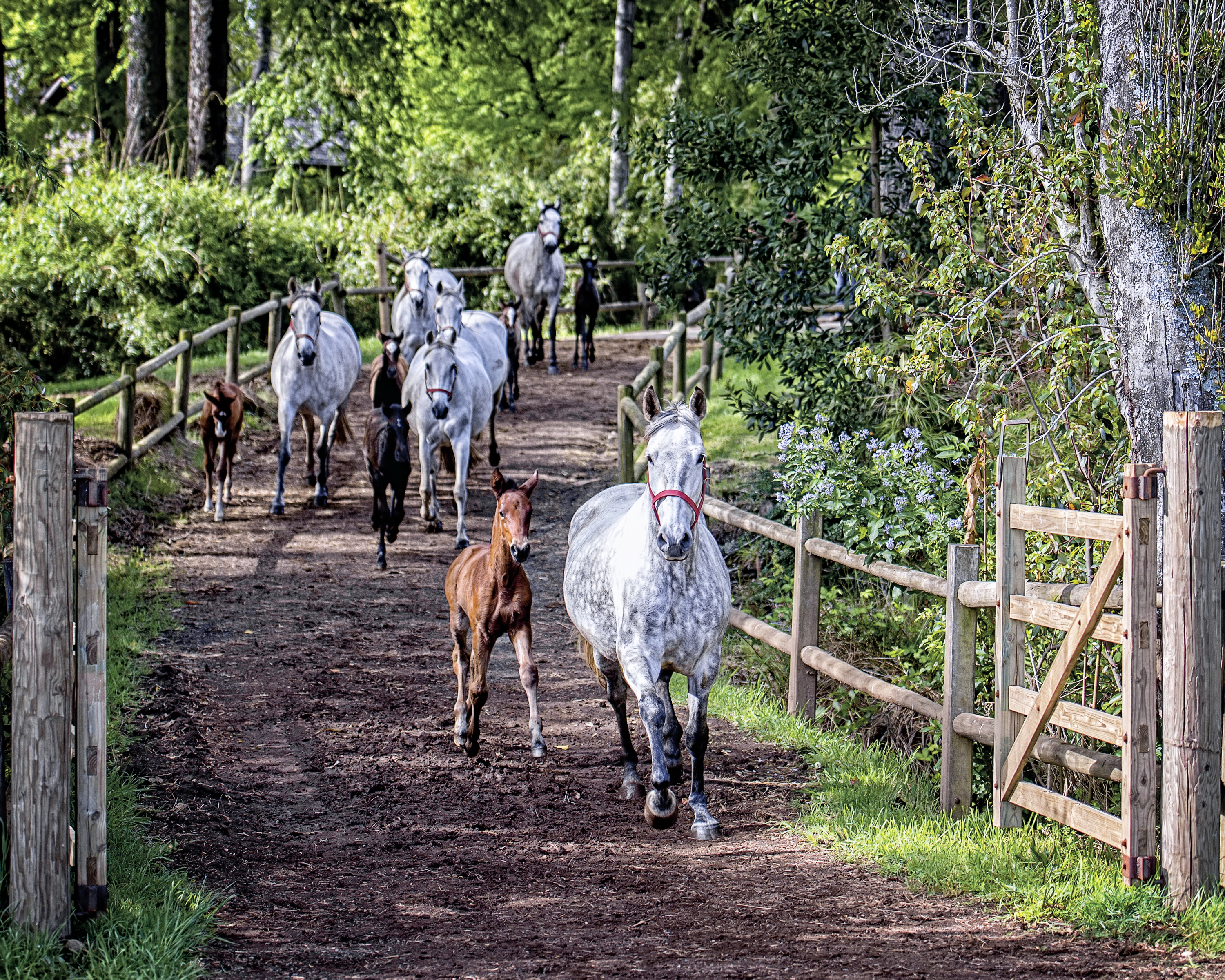

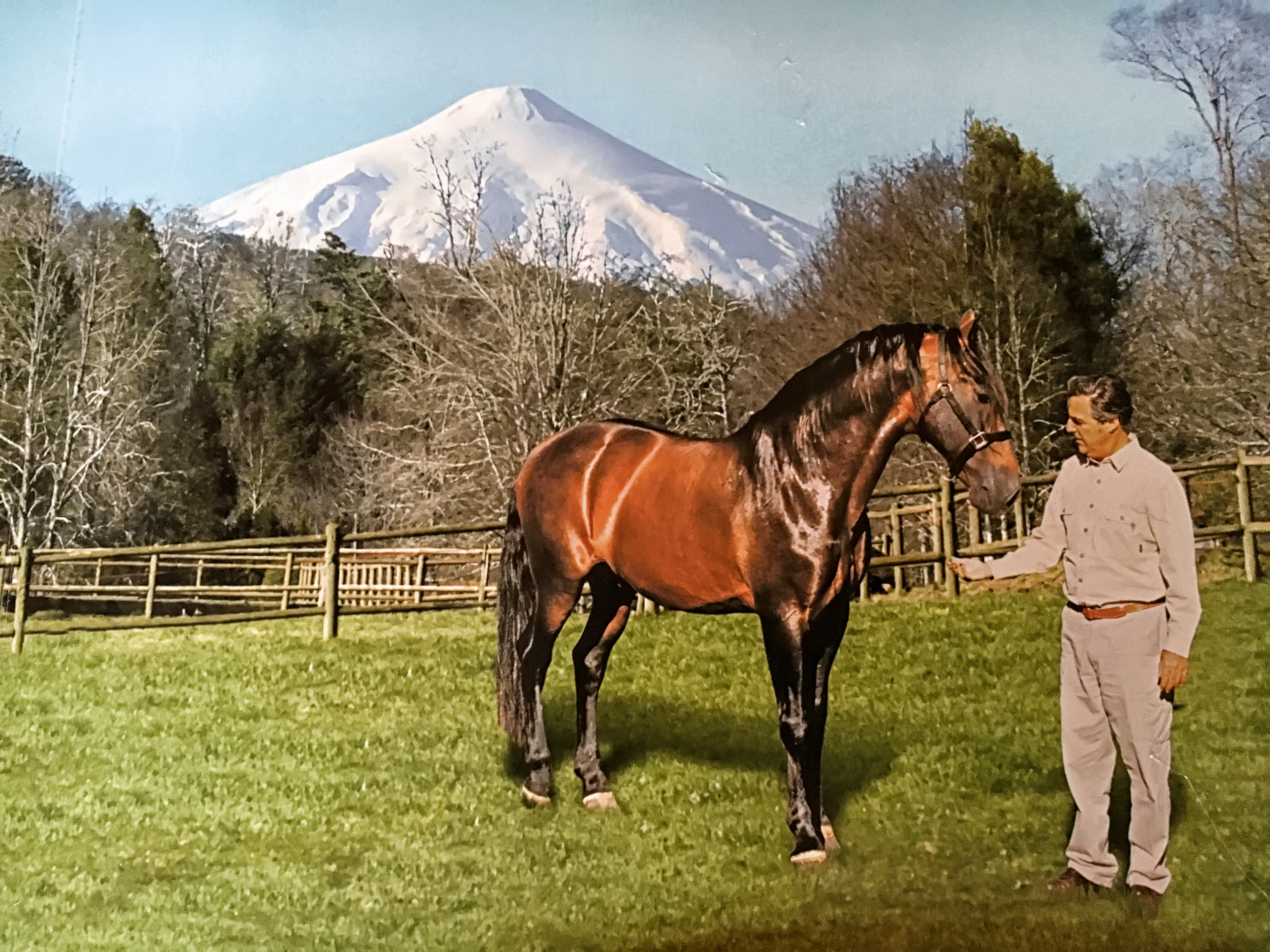
Con Avispado II, caballo fundador de la Escuela

En 1995, Felipe Ibáñez Scott y su señora, Heather Atkinson viajaron a España para conocer de cerca la crianza de los caballos españoles pura raza PRE. El año 1997, Felipe Ibáñez adquirió en España dos sementales y tres yeguas creando la Yeguada Nobleza del Parque en la ciudad de Villarrica, en la Región de la Araucanía en Chile. Su idea fue crear una escuela de arte ecuestre en Latinoamérica, inspirada en Real Escuela Andaluza del Arte Ecuestre.
La visión de su fundador era realizar una aportación al arte y la riqueza cultural de Chile, e impulsar la proyección del caballo español en el país sudamericano.
En 2018, la Yeguada Nobleza del Parque posee alrededor de  200 caballos, el 95% nacido en tierras chilenas, a partir de los caballos introducidos en 1997, 35 son adiestrados por ocho jinetes y tres cocheros en el arte de la equitación clásica.

## Formación

Los caballos que componen la Yeguada de la Escuela del Arte Ecuestre de Chile son criados y domados en las praderas del fundo El Parque ubicado en Villarrica, IX Región de Chile.
La base fundamental de la formación es la técnica clásica ortodoxa para la doma de alta escuela. Esta se expresa en el antiguo arte de la equitación clásica y también en el entrenamiento para las pruebas olímpicas de adiestramiento competitivo.
El periodo de aprendizaje de los caballos dura ocho años, tiempo en el que se les enseñan todos los ejercicios de alta escuela que incluyen apoyos, piruetas, cambios de pie a dos trancos, tres trancos y un tranco, passage y piaffé. También los “saltos de escuela” que constituyen los aires elevados y que incluyen cabriolas, corbetas y grupadas. Para un grupo selecto de caballos se realizan todos los ejercicios de escuela en riendas largas.

## El Espectáculo

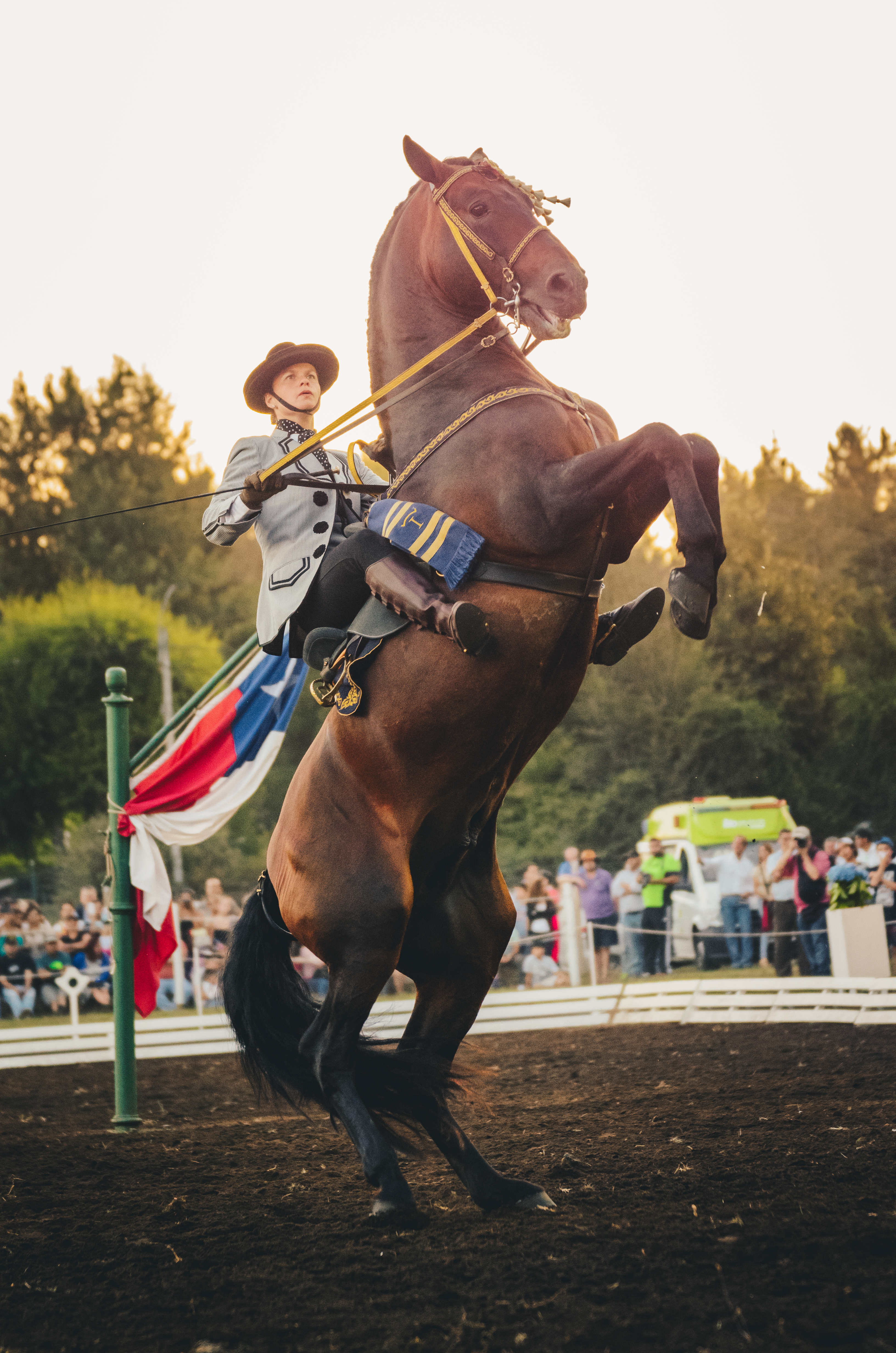
Barbara Weber, jinete de la Escuela del Arte Ecuestre de Chile

La técnica y la expresión artística se conjuga en cada uno de los espectáculos que realizan los caballos españoles buscando la armonía entre caballo y jinete. Se cultiva también la elegancia, la belleza y el purismo ecuestre.
El principal espectáculo de esta escuela es la “Fantasía Andaluza” que presenta números de equitación clásica y vaquera además de enganches a la inglesa y a la calesera, cobras de yeguas y aires elevados con saltos clásicos de escuela. Entre otros se muestran posadas, levadas, cabriolas y corbetas de gran precisión técnica y valor artístico.
El Espectáculo está compuesto por ocho números: En el campo Andaluz. Espejos en el Picadero. En el Real de la Feria. Arte y técnica en la Doma. Fusión y Expresión. Simbiosis Campera. Alturas Ecuestres y Emociones en el Arte Clásico.
Cada espectáculo concluye con la presentación del Carrusel –de ocho o diez caballos– constituyendo éste el símbolo de la equitación clásica.
La vestimenta y los uniformes de los jinetes y arreos de los caballos en su mayoría corresponden a los usados en épocas pasadas y tienen su origen en la Europa de los siglos XVIII y XIX, época de oro de la equitación clásica. También se usan uniformes de equitación diseñados en Chile, más característicos de este país.

## Premios

### 2018
- Fei World Dressage Challenge, Santiago de Chile, Intermedia I: Bárbara Weber con Entusiasta.
- El rey Felipe VI de España concede la Encomienda al Mérito Agrario a Felipe Ibáñez por "una vida dedicada al caballo español".[7]

### 2017
- Fei World Dressage Challenge, Santiago de Chile, Intermedia I: Carlos Fernández con Destinado.
- Felipe Ibáñez fue elegido “Ganadero del Año 2017”  que otorga la Asociación Nacional de Criadores de Caballos de Pura Raza Española (ANCCE).[8] Recibe el premio en Sevilla, España, de manos del Ministro del Interior, don Juan Ignacio Zoido y del Presidente de la Asociación Nacional de Criadores de Caballos Españoles, don Juan Tirado Agudo. Es galardonado por su labor pionera en Chile al promocionar al caballo PRE a través de la Yeguada Nobleza del Parque y de su Escuela.[2]

### 2016

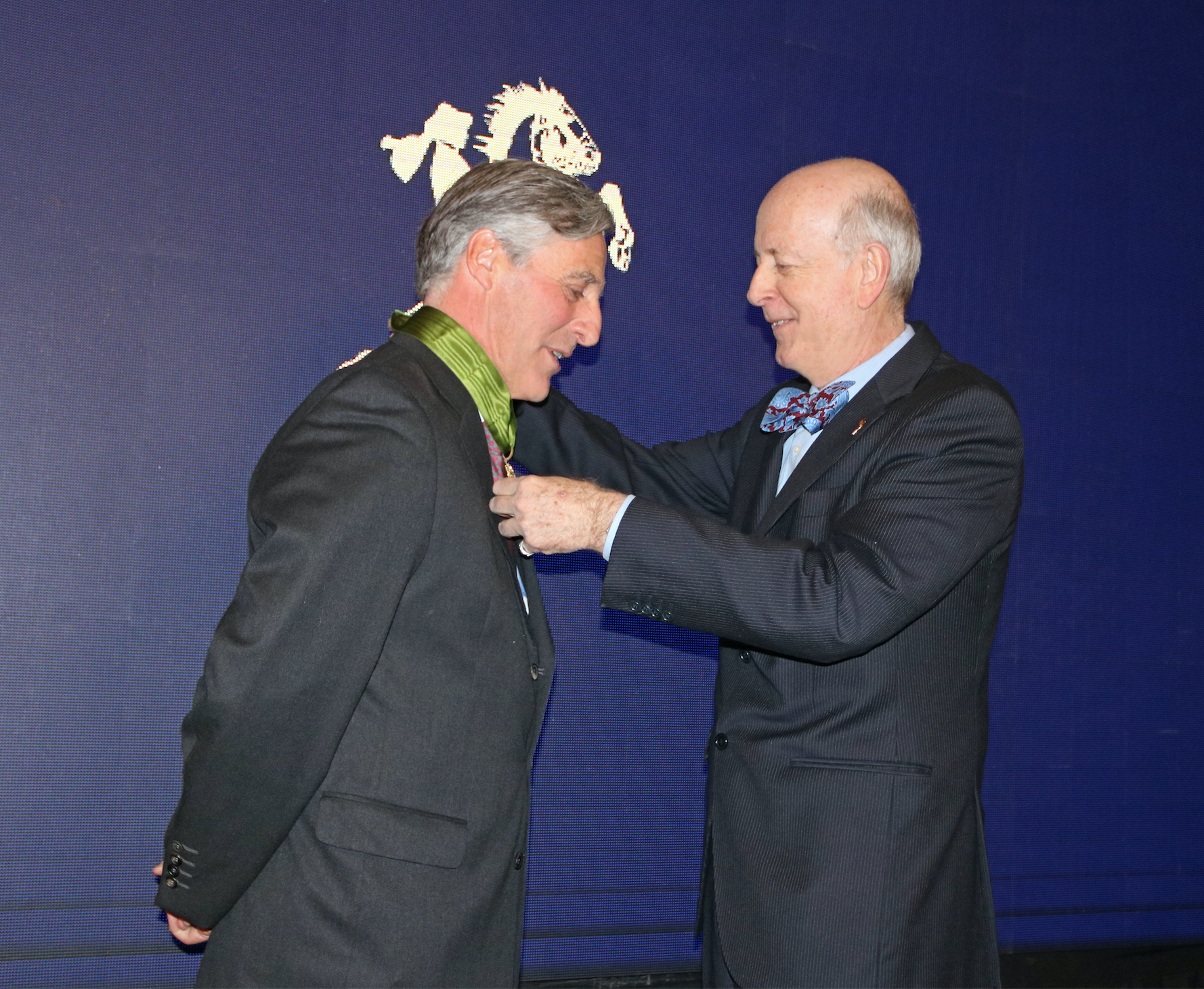
Felipe Ibáñez es condecorado por el Rey de España, a través del Embajador, por su labor con el caballo español en Chile

- Felipe Ibáñez recibe el Premio Lettera Pura Casta de manos de don Álvaro Domecq Romero, fundador de la Real Escuela Andaluza del Arte Ecuestre. Le es otorgado el premio como reconocimiento a la labor de difusión del caballo Pura Raza Española (PRE) fuera de España.[9]

## Nota
1. ↑  En España se le denomina Yeguada Nobleza a los criaderos de caballo español